# Лейнинген, Эмих
Эмих Эдуард Карл Лейнингенский (нем. Emich Eduard Carl zu Leiningen; 18 января 1866, Остров Уайт, Великобритания — 18 июля 1939, Мудау) — князь (фюрст) Лейнингенский в 1904—1939 годах (с 1918 года — титулярный).

## Биография
Эмих родился 18 января 1866 года на острове Уайт, Великобритания, где его отец служил в Королевском военно-морском флоте. Родителями новорожденного стали Эрнст Леопольд Лейнинген, князь Лейнингенский и баденская принцесса Мария, дочь Леопольда, Великого герцога Баденского и шведской принцессы Софии, дочери шведского короля Густава IV Адольфа. Его дед, князь Карл приходился сводным братом королеве Великобритании Виктории. Имел старшую сестру Альберту.
Эмих проходил службу в прусской армии. Участвовал более чем в 20 сражениях Первой мировой войны. В 1904 году после смерти отца унаследовал титул князя Лейнинген.

## Семья
12 июля 1894 года в Лангенбурге женился на принцессе Феодоре Гогенлоэ-Лангенбургской (1866—1932), дочери принца Германа Гогенлоэ-Лангенбургского и Леопольдины Баденской. В браке родилось пятеро детей:
- Виктория (12 мая 1895 — 9 февраля 1973) — супруга с 1922 года графа Максимилиана Людвига Сольмс-Рёдельгеймского (1893—1968), имела с ним единственного сына, который не оставил потомков;
- Эмих Эрнст Герман Генри Максимилиан (29 декабря 1896 — 21 марта 1918) — наследник титула отца, погиб в Первой мировой войне;
- Фридрих Карл Эдуард Эрвин (13 февраля 1898 — 2 августа 1946) — 6-й князь цу Лейнинген, был женат с 1924 года на княжне императорской крови Марии Кирилловне Романовой (1907—1951), имели семерых детей, погиб в советском плену;
- Герман Виктор Максимилиан (4 января 1901 — 29 марта 1971) — известный гонщик 1920—1930-х годов, был женат с 1938 года на графине Ирене Шёнборн-Визентгейд (1895—1969), детей не имел;
- Гессо Леопольд Генрих (23 июля 1903 — 19 июня 1967) — был женат с 1933 года на графине Марии Луизе Нессельроде-Эресхофен (род. 1905), детей не имел.

Проживала семья в замке Вайльдлейнинген. В 1932 году Феодора умерла, Эмих пережил её на семь лет.